# Paratrechina sikorae
Paratrechina sikorae är en myrart som först beskrevs av Auguste-Henri Forel 1892.  Paratrechina sikorae ingår i släktet Paratrechina och familjen myror. Inga underarter finns listade i Catalogue of Life.

## Bildgalleri

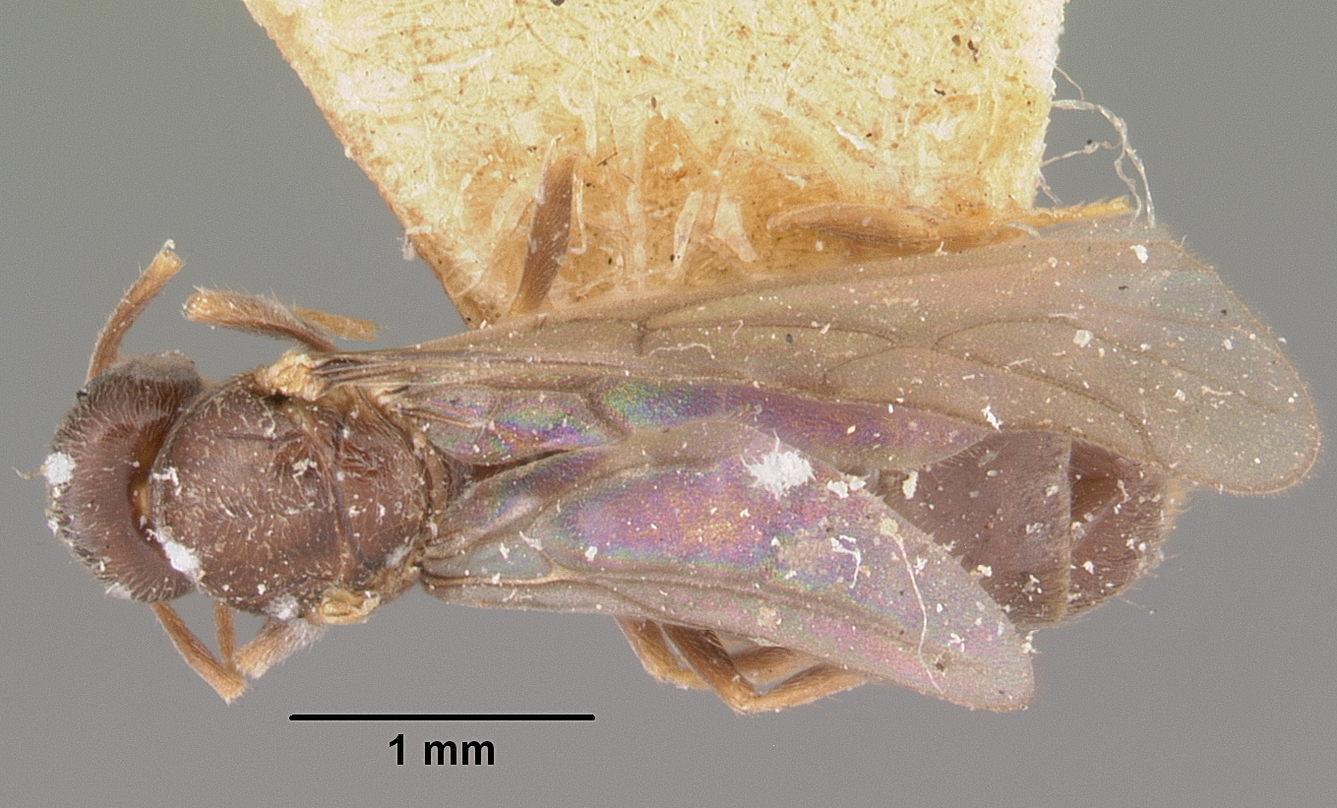
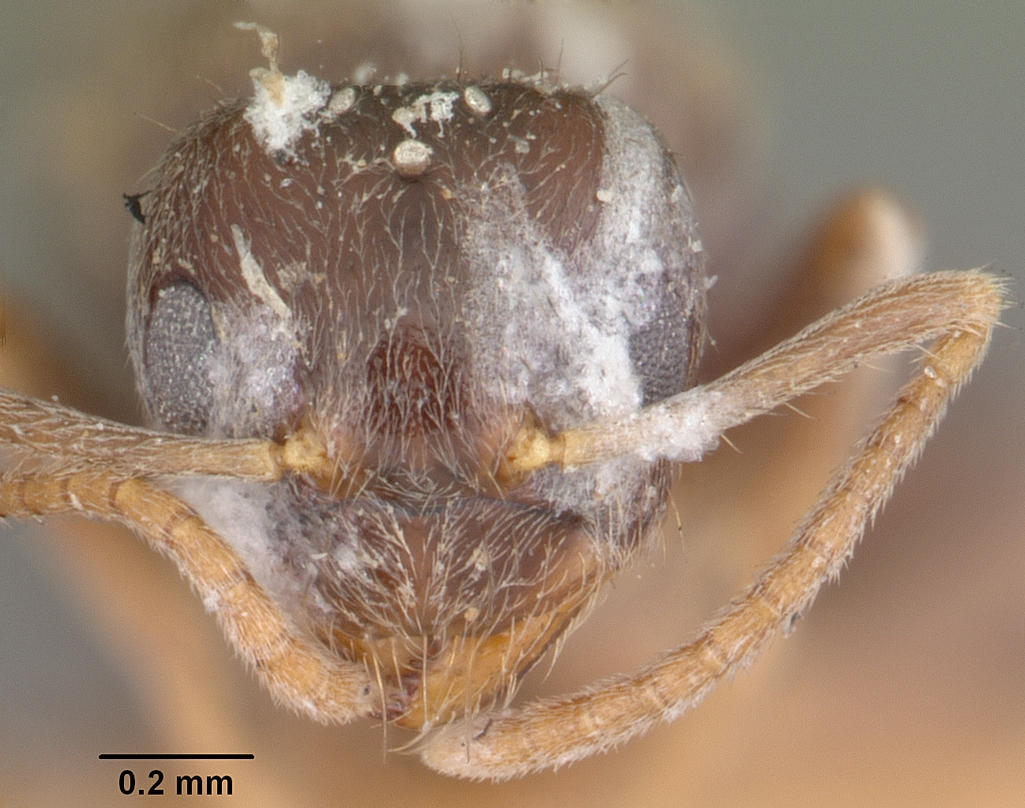
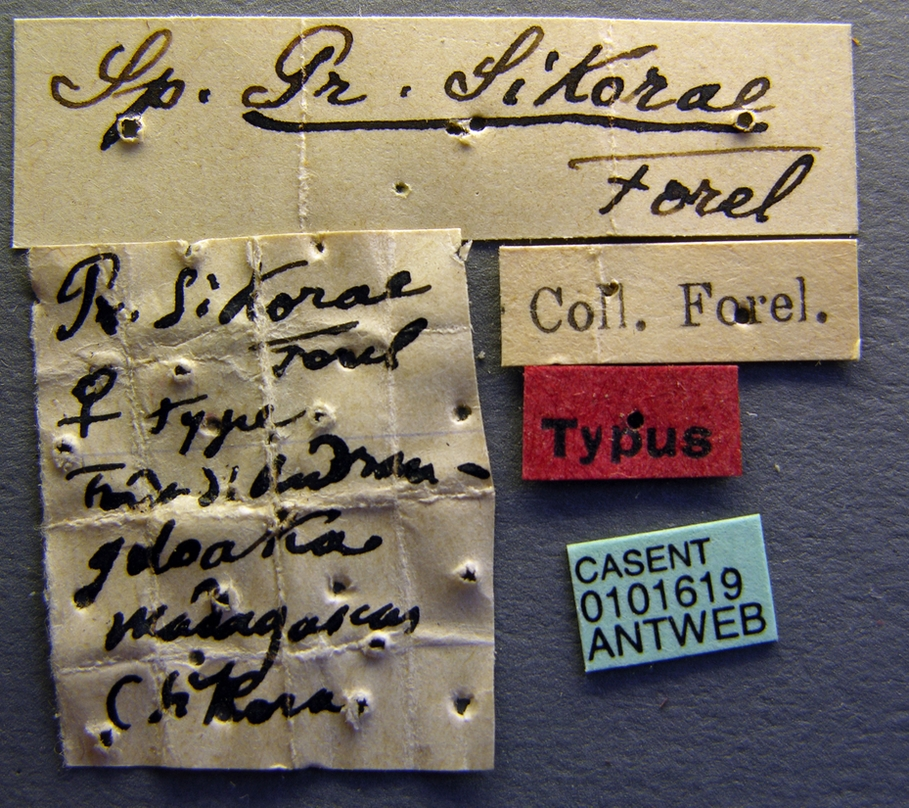
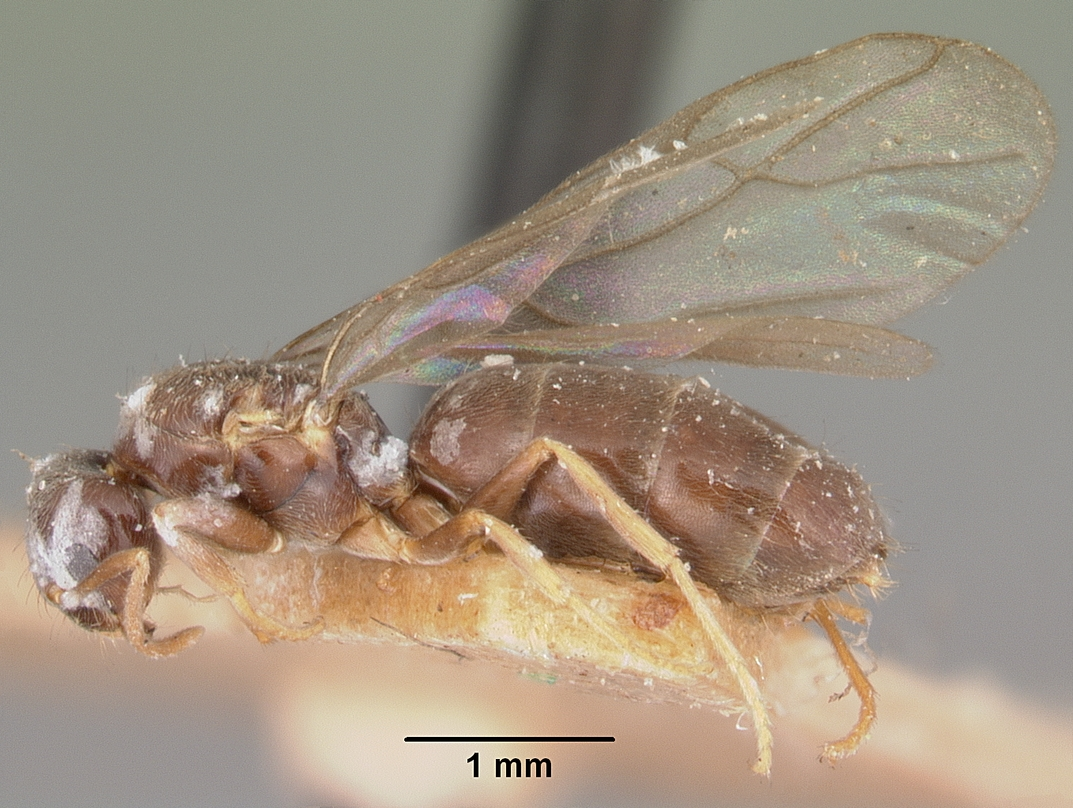
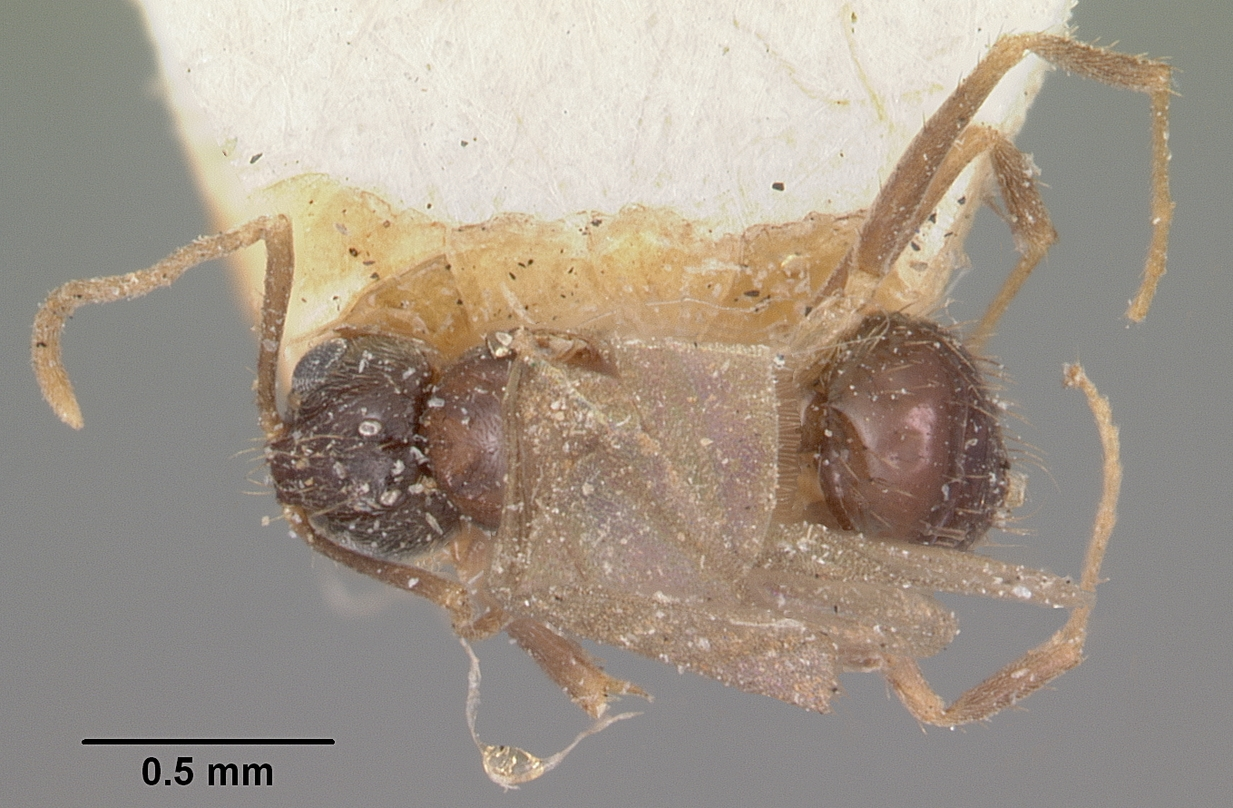
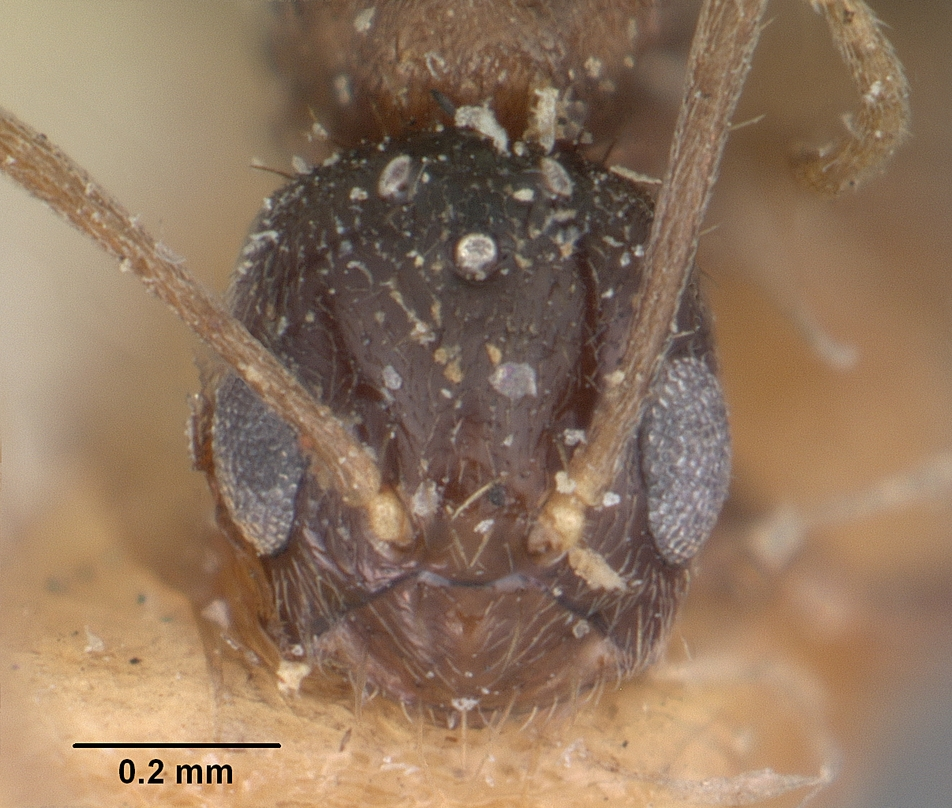